# 다케사토역
다케사토역(일본어: 武里駅, たけさとえき)은 일본 사이타마현 가스카베시에 있는 도부 철도 이세사키 선 역이다. 역 번호는 TS 25이다.

## 역사
- 1899년 12월 20일: 영업 개시.
- 1913년: 현재 위치로 이전.
- 1969년: 교상 역사가 공용 개시.
- 2008년 3월 24일: 엘리베이터 4기 가동 개시.
- 2011년 12월 8일: 발차 멜로디 도입.

## 역 구조
상대식 승강장 2면 2선의 지상역에서 교상 역사를 가진다. 승강장 유효 길이는 10량 편성분이다.
화장실은 아사쿠사 방향에 승강장에 설치되어 유니버설 디자인의 일환으로서 다기능 화장실을 병설하다. 개찰구 층으로 승강장 층을 연결하는 엘리베이터가 설치되어 있다.

### 승강장
| 번호 | 노선                 | 방향 | 행선 |
| ---- | -------------------- | ---- | --- |
| 1    | 도부 스카이트리 라인 | 상행 | 신코시가야・기타센주・도쿄 스카이트리・아사쿠사・ 히비야 선 나카메구로・ 한조몬 선 시부야・ 도큐 덴엔토시 선 주오린칸 방면 |
| 2    | 도부 스카이트리 라인 | 하행 | 가스카베・도부 도부쓰코엔・ 이세사키 선 구키・ 닛코 선 미나미쿠리하시 방면                                                 |

## 역 주변

### 히가시구치
- 국도 제4호선
- 다케사토 우체국
- 가스카베 소방서 다케사토 분소
- 가스카베 시 남부 정수장
- 다케사토 외과, 뇌신경 외과
- 의료 법인 경애회 사회 복귀 요법 아마쿠사 병원
- 고시가야 시립 히라카타 중학교
- 고시가야 시립 히라카타 초등학교

### 니시구치
- 도치기 은행
- 무사시노 은행
- 다케사토 단지
  - 가스카베 시 관공서 다케사토 출장소
  - 가스카베 시립 다케사토 도서관
  - 가스카베 다케사토 단지 내 우체국
  - 다케사토 후타바 유치원
  - 다케사토 유치원
  - 푸드 스퀘어 가스카베 다케사토점
- 가스카베 시립 다케사토니시 초등학교
- 가스카베 시립 다케사토미나미 초등학교
- 가스카베 시립 빈고 초등학교
- 가스카베 시립 제일 보육원
- 다케사토 시라유리 유치원
- 다케사토 종달새 어린이집
- 근린 공원
- 아피타 이와쓰키점
- 가스카베 시립 야하라 중학교
- 가스카베 시립 나카노 중학교
- 슈퍼 밸류

## 사진

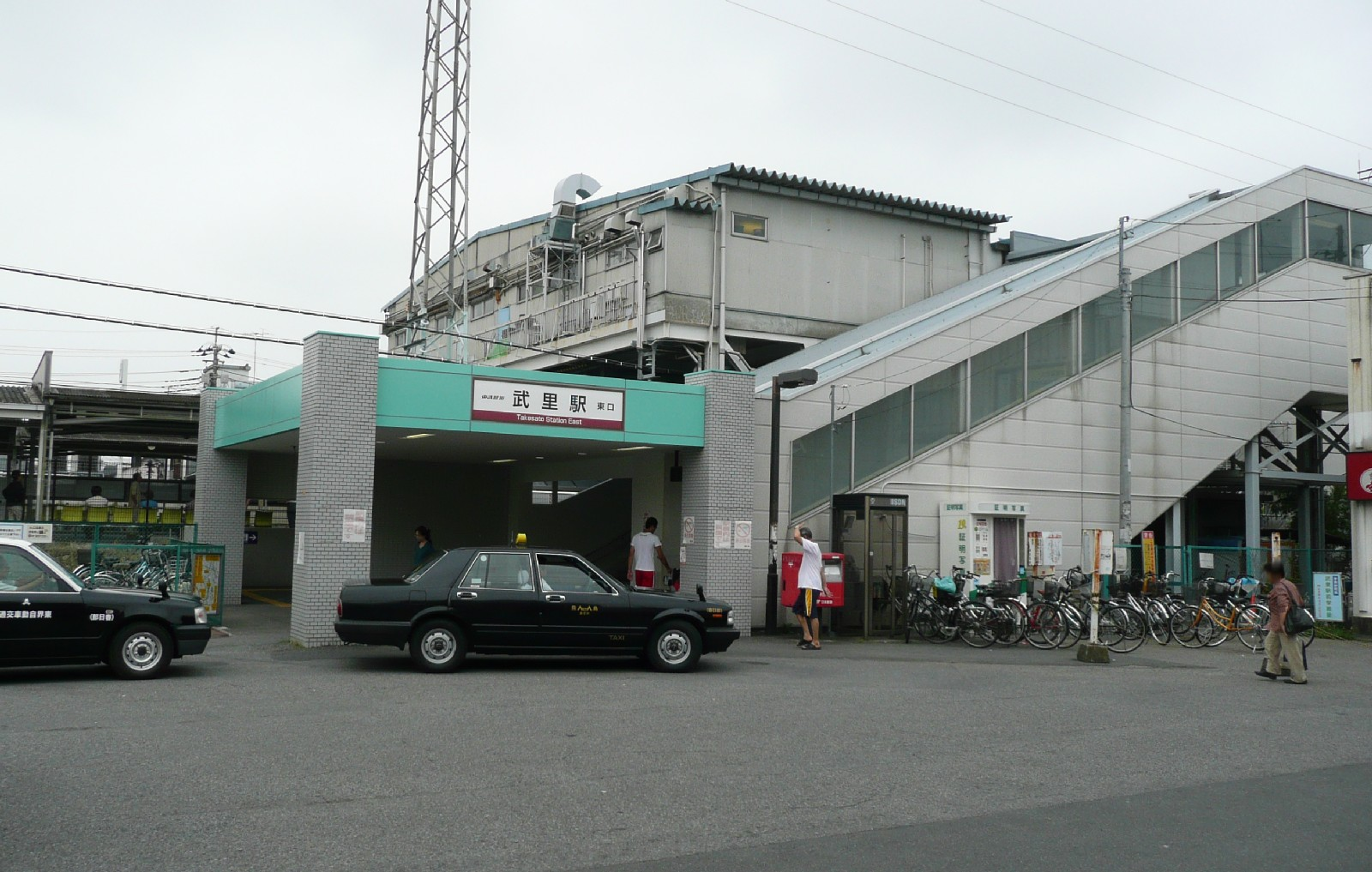
동쪽 출입구

## 인접역
| 도부 철도 이세사키 선(도부 스카이트리 라인) | 도부 철도 이세사키 선(도부 스카이트리 라인) | 도부 철도 이세사키 선(도부 스카이트리 라인) |
| ------------------------------------------- | ------------------------------------------- | ------------------------------------------- |
| TS 24 센겐다이 아사쿠사 방면                | ■ 준급 ■ 구간 준급 ■ 보통                   | 이치노와리 TS 26 도부 도부쓰코엔 방면       |